# 莫氏雷迪油鯰
莫氏雷迪油鯰，為輻鰭魚綱鯰形目鼬鯰科的其中一種，為熱帶淡水魚，分布於南美洲巴西伊瓜蘇河及Ribeira de Iguape河流域，體長可達11.7公分，棲息在底中層水域，生活習性不明。

## 扩展阅读
維基物種上的相關：莫氏雷迪油鯰